# Šantarské moře
Šantarské moře (rusky Шантарское море) je malé pobřežní moře ve východním Rusku, v západní části Ochotského moře.

## Geografie
Šantarské moře se nachází u severozápadního pobřeží Ochotského moře v blízkosti ústí řeky Amur. Leží mezi pevninou Sibiře a Šantarskými ostrovy. Od hlavní vodní plochy Ochotského moře je odděleno Šantarskými ostrovy. Na severu je ohraničeno ostrovem Velký Šantar, na východě ostrovem Malý Šantar, na jihu Tugurským zálivem a na západě Udskou zátokou.

## Historie
Oblast Šantarského moře byla objevena a postupně zmapována ruskými průzkumníky v 17. a 18. století během expanzí na Sibiř a Dálný východ. Šantarské ostrovy byly poprvé důkladně prozkoumány v 19. století.
Moře bylo v letech 1853 až 1874 navštěvováno americkými velrybářskými loděmi, které zde lovily velryby grónské. V letech 1865 až 1871 se zde také plavily ruské velrybářské škunery.